# Les anges portent du blanc
Pour plus de détails, voir Fiche technique et Distribution.
Les anges portent du blanc (嘉年华, Jiāniánhuá) est un film chinois réalisé par Vivian Qu, sorti en 2017. Le film est en sélection officielle à la Mostra de Venise 2017.
Il remporte les prix du meilleur film et de la meilleure actrice (pour Wen Qi) au Festival international du film d'Antalya 2017, et la Montgolfière d'argent au Festival des trois continents 2017.

## Synopsis
Mia est une adolescente qui travaille dans un hôtel d'une petite ville du bord de mer. Elle est témoin de l'agression de petites filles par un homme.

## Fiche technique
- Titre : Les anges portent du blanc
- Titre original : 嘉年华, Jiāniánhuá
- Réalisation : Vivian Qu
- Scénario : Vivian Qu
- Photographie : Benoît Dervaux
- Pays d'origine :  Chine
- Genre : drame
- Dates de sortie :
  -  Italie : 7 septembre 2017 (Mostra de Venise 2017)
  -  Chine : 24 novembre 2017
  -  France : 2 mai 2018

## Distribution
- Wen Qi : Mia
- Zhou Meijun : Xiaowen
- Shi Ke : l'avocate Hao
- Liu Weiwei : mère de Xiaowen
- Geng Le : père de Xiaowen
- Wang Yuexin : Jian
- Li Mengnan : le lieutenant Wang
- Peng Jing : Lili

## Sortie

### Accueil critique
En France, le site Allociné recense une moyenne des critiques presse de 3,6/5, et des critiques spectateurs à 3,4/5. 
Pour Clarisse Fabre du Monde, « Vivian Qu maîtrise le film de bout en bout, peut-être un peu trop, avec le risque de l'empêcher (un peu) de respirer. Mais c'est peut-être le but de la réalisatrice : nous montrer une Chine irrespirable, et pas seulement à cause de la pollution. ».
Pour Jacques Morice de Télérama, « Vivian Qu signe un second film qui ne manque pas d'audace. Corruption, trafics en tout genre, oppression des femmes maintenues dans l'ignorance, exploitées ou écartées du pouvoir : le tableau qu'elle brosse de la Chine patriarcale est accablant. C'est pourtant une sensibilité délicate qui domine et sert plusieurs intrigues tissées autour du même fait divers. ».
Pour Marie-Noëlle Tranchant du Figaro, « si les anges portent du blanc, c'est sur un fond très noir de corruption et de prédation où les victimes elles-mêmes sont piégées dans la violence rampante. Chacun a ses raisons de ne pas dénoncer, de ne pas secourir l'innocence bafouée. Cela donne un paysage social accablant, mais la mise en scène de Vivian Qu s'en arrache avec élégance, par sa photographie claire, son tempo plein d'alacrité, une grâce qui sait recueillir les pépites d'humanité. ».
Pour Céline Rouden de La Croix, « sur une trame s'inspirant des codes du thriller, elle livre dans ce film très abouti une critique féroce de l'évolution de son pays, en même temps qu'une galerie de portraits de femmes cherchant à se libérer de l'oppression d'un système qui en fait les premières victimes. [...] Il n'y a pas pour autant de point de vue moralisateur dans cette histoire et dans son épilogue. [...] En faisant de Mia la spectatrice passive de ce viol, c'est la responsabilité de la société chinoise et son hypocrisie que la réalisatrice cherche à interpeller. ».

## Distinctions

### Récompenses
- Festival international du film d'Antalya 2017 : Orange d'or du meilleur film et prix de la meilleure actrice pour Wen Qi.
- Festival des trois continents 2017 : Montgolfière d'argent.
- Golden Horse Film Festival and Awards 2017 : Meilleur réalisateur[8].
- Festival international du film de femmes de Salé 2018 : Prix du scénario[9],[10].

### Sélection
- Mostra de Venise 2017 : en sélection en compétition officielle.